# Burns (Zeitschrift)
Burns ist eine wissenschaftliche Fachzeitschrift, die vom Elsevier-Verlag im Auftrag der International Society for Burn Injuries veröffentlicht wird. Die Zeitschrift erscheint mit acht Ausgaben im Jahr. Es werden Arbeiten veröffentlicht, die sich mit der Behandlung von Brandverletzungen beschäftigen.
Der Impact Factor lag im Jahr 2014 bei 1,880. Nach der Statistik des ISI Web of Knowledge wird das Journal mit diesem Impact Factor in der Kategorie Chirurgie an 80. Stelle von 198 Zeitschriften, in der Kategorie Dermatologie an 24. Stelle von 63 Zeitschriften und in der Kategorie Intensivmedizin an 21. Stelle von 27 Zeitschriften geführt.